# Flammona curvifascia
Flammona curvifascia là một loài bướm đêm trong họ Noctuidae.